# 十六歳の戦争
『十六歳の戦争』（じゅうろくさいのせんそう）は、1973年製作1976年公開の松本俊夫監督の日本映画。秋吉久美子の初主演の映画でもある。

## あらすじ
1973年の夏のある日、有永甚はヒッチハイクで訪れた愛知県の豊川（とよかわ）という町で、埴科あずなという十六歳の女子高校生と出逢う。お互い好意を持ち、彼女の薦めで彼女の実家で過ごすこととなる。あずなの父はかつて東洋一と謳われた豊川海軍工廠があった場所で工場を経営していた。
あずなは突然、甚の目の前で全裸になって川で泳いだり、ガス栓を開けて自殺を図ったりするような、とても情動的な女の子であった。甚は、彼女の母親の保子が、甚の亡くなった母親とほぼ同じ年齢であることを知る。
ある夜、あずなの伯父である岡治芳男が甚を襲う。伯父は精神を病んでおり、終戦記念日を迎える頃になると決まって錯乱状態に陥るのだった。
8月7日、豊川市では恒例の慰霊祭が行われていた。1945年8月7日、アメリカ軍により豊川海軍工廠が爆撃され、学徒動員された女学生も含め二千四百人以上の工員や女子挺身隊員が亡くなったという悲劇があり、豊川空襲として伝えられている。このことを記憶に留め慰霊する催しであった。
甚は、保子が豊川女子挺身隊の一員で、甚の母親である有永みずえの友人であったことを知る。みずえの霊は自身に顔のそっくりなあずなに憑依し、甚と語りあう。そのとき甚は、みずえもまた豊川空襲の際、十六歳で赤ん坊を残して無念ながらに死んだこと、また、その時残された赤ん坊が自分であることを知る。
甚が豊川を去る日が来た。豊川の堤防道路で甚を見送るあずなはこう甚に問いかける――「ねえ、甚、人間って、死んでも魂は生きていると思う？　あたしね、もし誰かが思い出してくれたら、魂っていつまでも生きつづけて行くような気がするの。そんな気しない？」。
立ち去る甚にあずなは「約束して。あたしと別れたら、向うの街道に出るまで絶対に後ろをふりむかないって」と言って指切りをする。しかし、甚が我慢し切れずにふりむくと、堤防道路の上には誰もいなかった。

## スタッフ
- 製作：山口卓治
- 監督：松本俊夫
- 脚本：山田正弘、松本俊夫
- 撮影：押切隆世
- 音楽：下田逸郎

## キャスト
- 有永甚：下田逸郎
- 埴科あずな：秋吉久美子
- 有永みずえ：秋吉久美子（一人二役）
- 埴科康三郎：佐々木孝丸
- 埴科保子：瑳峨三智子
- 岡治芳男：ケーシー高峰

## エピソード
- 映画『十六歳の戦争』は、豊川空襲の犠牲者の慰霊のため豊川市が出資して1973年に撮影され、1974年に公開の予定であったが、難解という理由で公開が1976年にずれこんだ[1]。
- 主な舞台は1973年であるものの、1945年の豊川空襲の場面もある。
- ヒロインはオーディションで選ばれた。秋吉久美子は面接にモーリス・ブランショの『文学空間』を持って現れた。それを自意識過剰で小生意気であると見た反対意見も出される中、その背伸びした感じも含めてあずな役にふさわしいと評価した松本俊夫の強い推しで秋吉久美子が選ばれた[2]。
- 秋吉久美子がヒロインとして登場する第一作目の映画である。脚本でヌードシーンがあるのを知り、納得して演技したとしている。
- この映画の完成時の1973年の時点では主演者の下田逸郎の方がフォーク歌手として知名度があったが、公開された1976年には、秋吉久美子の方が『赤ちょうちん』『妹』などの出演で知名度があった。
- 主題歌は下田逸郎が歌う「さみしい人達」である。なお、1973年12月に当時、NHK総合テレビで放送されていた音楽番組『ステージ101』のレギュラー出演グループのヤング101に在籍していた青木マスミ（八月真澄）[3]がA面「16才の悲しみ」（山田正弘作詞／湯浅譲二作曲）、B面「ひとりぼっちの裸の子供」（谷川俊太郎作詞／湯浅譲二作曲）からなるシングルレコード（日本コロンビア P-325）をリリースしており、ジャケットには「『16才の戦争』主題歌」と記されていた。しかし、1976年に公開された映画ではこれらの楽曲は使われておらず、全編、下田逸郎のサードアルバム『陽のあたる翼』（ポリドール MR-5045）に収録された楽曲が劇伴として使われている。
- 冒頭の心中事件の場面に松本俊夫がカメオ出演している。

## DVD
- 十六歳の戦争　エスピーオー（販売元） 2004年2月27日発売　ASIN: B000194U10